# 김용신
김용신(1972년 11월 14일 ~ )은 대한민국의 CBS 소속 아나운서이다.

## 학력
- 1992년 ~ 1996년 : 서울대학교 소비자아동학과
- 2010년 ~ 2013년 : 경희대학교 언론정보대학원

## 경력
- 1996년 1월 ~ 현재 : CBS 아나운서

## 수상
- 2000년 통일 언론상
- 2010년 한국 아나운서 대상 라디오 진행상

## 출연작

### CBS
- CBS 아침종합뉴스
- CBS 낮 종합뉴스
- CBS 저녁종합뉴스
- CBS 뉴스
- 은혜의 강가로
- 12시가 좋아요
- 수호천사 사랑의 달란트를 나눕시다
- 가스펠 아워 (2005년 ~ 2006년)
- 밤의 동산에서
- 그대와 여는 아침 (2007년 1월 ~ 현재)

## 목소리 출연
- 영화 허스토리
- CBS TV 블로그다큐 예수와 사람들 (2009년 3월 16일 ~ 2012년 10월 28일)

## 저서
- 2012년 4월 18일 : 오늘 하루도 당신 거예요 희망의 끈을 놓지 않는 그대에게